# Eurostopodus archboldi
Eurostopodus archboldi là một loài chim trong họ Caprimulgidae.